# Pertusaria flavicunda
Pertusaria flavicunda är en lavart som beskrevs av Tuck. Pertusaria flavicunda ingår i släktet Pertusaria och familjen Pertusariaceae.   Inga underarter finns listade i Catalogue of Life.